# Francisco Sanz (músico)
Francisco Sanz (Montilla, c. 1657 - Málaga, 28 de enero de 1732) fue un compositor, teórico de la musica y maestro de capilla español.

## Vida
Se desconoce cual sería la formación musical de este maestro y de su origen solo se conoce que procedía de Montilla, actualmente en la provincia de Córdoba.

### Magisterio en la Colegiata de San Salvador de Sevilla
Las primeras noticias que se tienen de él son del 2 de abril de 1678, cuando fue admitido como maestro de capilla de la Colegiata de San Salvador de Sevilla tras aprobar un examen.

Pressentada en 2 de Abril de 1678 para ante Los Señores Prior y Cavº de la Iglª Collegial De San Salvador.

Illmº Sr

Francº Sanz Maestro en la Ciencia de la musica y vecino de esta Ciudad digo q por mandado de Ussa, he sido llamado para servir el Magisterio de capilla de esta Stª Iª Ptª Collegial, q esta vacante por desistimiento de Miguel Osorio y es assi q estoi asistiendo a el servicio de esta Stª I Golegiata y en exersicio de la Capilla desde el domingo 24 de este mes y respecto de haber hecho demostracion en dho tiempo de mi suficiencia para el dho exercicio y pareciendole A VSSA, ser aproposito para obtener dho Magisterio, AVSO, Pido y Sppcº sea servido de darme su nombramiento para que lo sirva y goze de su salario y demas emolumentos q pertenezen en la conformidad que mis antezesores q en ello rezebire particular favor de la grandeza de VSSO. A quien Ntrº Srº quede en su propsperidad.

Criado de VSSO qº S.B.B
Frncº Sanz

Auto
Acordado del Cavildo de recivir y se recivio por Maestro de Capilla de Musica, Bacante por desistimiento de Miguel Ossorio a Dn Frcº de Sanz, Maestro de dha Ciencia para que lo sirva y goze su salario desde 1 de Abril de 1678.
Folio 295, del tomo XXXIII de los Fondos de José Gestoso de la Biblioteca Capitular

Tras la entrada del nuevo maestro, el cabildo decidió reestructurar la capilla de música, despidiendo el 22 de abril a todos los cantores y ministriles, quedándose únicamente el ministril Luis de la Torre y al tiple Bartolomé Luis de Herrera. En noviembre ya se había constituido la nueva capilla, con salarios de fábrica o sin salario, habiendo evaluado en maestro Sanz la valía de los nuevos músicos. Ese mismo mes hubo un pleito con los músicos de la parroquia de San Miguel, con los que había un acuerdo de colaboración en la fiestas, tanto de la ciudad como de fuera. El cabildo mandó al maestro romper el acuerdo y prohibió a los de San Miguel servir en ninguna otra iglesia dentro de su jurisdicción.
Hubo un segundo pleito cuando el maestro Sanz despidió al ministril corneta Alonso Ruiz sin permiso del cabildo. El cabildo desautorizó al maestro, recordándole que no debía despedir a ningún músico, por muchas razones que hubiese, sin consultarlo con el cabildo. El hecho quitaba toda autoridad al maestro, que tenía que notificar a unos músicos levantiscos que llegaron a enfrentársele. Como ejemplo, el maestro quitó parte del salario a un músico el 19 de mayo de 1679, a consecuencia de lo que el cabildo tuvo que recordar al cantor el respeto que le debía al maestro.
El 15 de marzo de 1680 Sanz solicitaba permiso para viajar a Almería, dejando vacante el magisterio.

### Magisterios en la Catedral de Almería y el Real Monasterio de la Encarnación

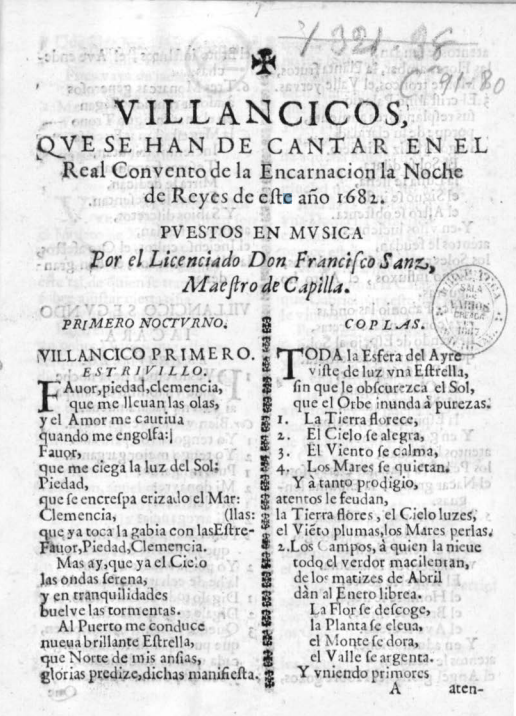
Villancicos qve se han de cantar en el Real Convento de la Encarnación la Noche de Reyes de este año 1682. Puestos en musica por el licenciado Don Francisco Sanz, Maestro de Capilla (c. 1682)

Francisco Sanz era recibido en la Catedral de Alicante en enero de 1680 con un salario de 300 ducados. El cargo había estado vacante desde el fallecimiento de José de Gilabert en febrero de 1679. El cargo fue ocupado de forma interina en marzo de ese año por fray Pedro de Santamaría por la Cuaresma, regresando a su convento posteriormente. Sanz no permaneció mucho tiempo, ya que en septiembre de 1681 partía a ocupar el magisterio del Real Monasterio de la Encarnación de Madrid, un cargo de importancia en la Corte.
No hay mucha información sobre la estancia de Sanz en Madrid. Ingresó en la congregación de La Soledad en 1681, lo que asegura su estancia en la Villa y Corte, pero se desconoce cuales fueron las fechas de entrada y salida en el cargo. Hay una carta del tenor Domingo González, del 22 de noviembre de 1681 que menciona a «el maestro de la Encarnaçión de Madrid, que se llama Francisco Sanz», por lo que es de suponer que por entonces ya se encontraba en el cargo. El musicólogo Daniel Codina aventura una fecha de partida de finales de 1687, fecha poco probable, ya que en 1684 ya se encontraba en Málaga ejerciendo el magisterio. La Encarnación volvió a llamar al maestro Sanz en 1691, pero sin éxito.

### Magisterio en la Catedral de Málaga
Tras el fallecimiento de Alonso de Torices, quedaba vacante el magisterio de la Catedral de Málaga. Las primeras noticias de Sanz en Málaga son del 23 de junio de 1684, el 3 de octubre ya se encontraba en la ciudad y el 17 de noviembre tomaba posesión del magisterio malagueño.
Tras iniciar su trabajo, una de las primeras tareas a las que se enfrentó fue la de traer orden a la capilla de música. En febrero de 1685 entregaba una serie de observaciones al cabildo para mejorar la situación, señalando que la mayoría de los músicos no acudían a los ensayos y demás ejercicios, que tenían poca aplicación, le desobedecían y se negaban a la asistencia. El cabildo amonestó a los músicos, haciendo caso de las recomendaciones del maestro.
El 31 de octubre de 1685 el Deán informaba al cabildo malagueño que habían llamado al maestro de capilla desde la Catedral de Sevilla, uno de los cargos de más prestigio de España, y que el maestro tenía pensado partir. Para evitarlo, considerando su virtud y buen proceder, el obispo, fray Alonso de Santo Tomás, decidió aumentar el salario 50 ducados, la mitad de los que debía abonar el cabildo y la otra mitad el prelado. Según Baltasar Saldoni, Sanz fue nombrado maestro de capilla en Sevilla el 5 de octubre de 1685, siendo su predecesor José Sanz y su sucesor Diego José de Salazar. Si llegó a tomar posesión del cargo o ejercer el magisterio hispalense, debió ser extremadamente breve, ya que el 26 de noviembre de ese mismo año Diego José de Salazar tomaba posesión. El 12 de junio de 1691 se repetía la situación, pero esta vez con el Real Convento de la Encarnación de Madrid. El maestro mismo había hablado con el obispo de las cartas recibidas de la priora, por lo que el cabildo le asignó otros 25 ducados, aunque no le pagasen de momento debido al atraso de las canonjías de cantores.
En junio de 1702 hubo una advertencia del cabildo por no leer la cátedra de canto de órgano el maestro y haber faltado un sábado a la misa de Nuestra Señora. Se le multó y se le comunicó que leer la cátedra y ense1ar el canto de órgano a los seises y a todo aquel que quisiera aprender formaba parte de sus obligaciones. El maestro se excusó diciendo que estaba componiendo villancicos, pero el cabildo respondió que aún así debía cumplir con sus obligaciones. El maestro Sanz aceptó las amonestaciones y prometió cumplir en el futuro.
El 13 de enero de 1706 Sanz trató de conseguir una canonjía vacante en la catedral malagueña, solicitud que el capítulo denegó, al ser el maestro prebendado de música y haber otro de mayor antigüedad. En diciembre de ese año el cabildo pedía al maestro «que los villancicos que hiciere para las festividades del Corpus, la Inmaculada Concepción y Navidad lleven letras a los señores magistrales para que las registren, porque se canten cosas decentes.» La carga de componer los villancicos debía ser pesada, ya que en diciembre del año siguiente, Sanz solicitaba «que se le den las letras para componer los villancicos o se le libre ayuda de costa para buscarlas de poetas que las sepan hacer», que le fue denegada. En 1714, 1718 y 1720 recibió 100 reales por los villancicos de Navidad que iba realizando. Esta última vez se le indicó que ya no compusiese villancicos, solo «salmos y motetes latinos», ya que en adelante sería el ministril bajón y mayordomo de la capilla Fernando de Requena el que compondría los villancicos castellanos para las festividades. La decisión conllevó una merme de ingresos del maestro, que en 1721 se le añadió la pérdida de los 50 reales por enseñar a los seises, que en ese momento realizaba Fernando de Requena. El 10 de febrero de 1721 el maestro quedaba conforme con la rebaja, pero el 12 de marzo envió un ruego al cabildo para seguir cobrando los 75 ducados, a lo que el cabildo accedió.
En 1727 el maestro escribía que tiene 70 años y 45 de servicio en la Catedral de Málaga. Indica que ya está muy mayor y no puede mantenerse de pie ni estar de rodillas durante las ceremonias, por lo que el cabildo decidió relevarle del cargo. Sin embargo, el 26 de abril de 1728 se decidió revocar la decisión de 1720 y hacerle cumplir con la composición de todos los villancicos y enseñar a los seises. Se le indicó que debía dirigirse a la Real Cámara de Castilla para ver si esta aceptaba otra ración para el nuevo maestro de capilla o que si no se daba el caso, que el rey proveyese su ración de gracia para poder jubilarse. En mayo de 1728 el maestro Sanz informaba al cabildo que retomaría sus responsabilidades o que en el plazo de un mes nombraría a alguien para sustituirlo en sus obligaciones. En junio proponía al segundo arpista, Francisco de Villafranca, para la enseñanza de los seises. Un año más tarde se admitió a José Messeguer para compositor de la capilla, ya que al maestro Sanz ya le era imposible.
Las últimas noticias de las actas son del 30 de junio de 1729, en las que se registra un memorial de maestro de capilla:

[...] que por su edad y achaques no podía subir a sus silla, donde era preciso levantarse y estar de pie [...] y habiéndole dado recado el señor deán para que ocupase su silla, si no erdería las horas, suplicaba al Cabildo se sirviese permitirle el residir en las sillas de enfermería.
Actas capitulares de la Catedral de Málaga, 30 de junio de 1729

El cabildo accedió, tras lo que ya no hay más noticias sobre el maestro Sanz hasta que se informa de su defunción el 2 de febrero de 1732. Fallecía el 28 de enero de 1732, siendo enterrado en la parroquia del Sagrario.

## Obra
El 31 de marzo de 1700 el cabildo daba licencia y 200 reales para que el maestro Sanz publicase un librete de canto llano para facilitar la enseñanza a los principiantes. El cuadernillo quedaba publicado el 23 de abril de ese mismo año, dando «los primero rudimentos del canto llano», que recibió agradecido y complacido el cabildo.
Para la inauguración de la nueva iglesia de los trinitarios descalzos de Málaga en 1715, sería el maestro Francisco Sanz quien pusiera la música de las obras efímeras en lengua romance compuestas para el octavario.